# Lenguas Malaíta-San Cristóbal
La familia de Malaíta-San Cristóbal es un subgrupo de lenguas del sudoeste de las Islas Salomón. Está formada por 19 lenguas habladas en las islas de Malaita y Makira.

## Clasificación
Malaíta-San Cristóbal
Malaíta
Longgu
Septentrional
Lau
To’abaita
Kwara’ae
Langalanga
Kwaio
Meridional
Dori’o
Are’are
Marau
Oroha
Sa’a
Baelelea
Baeggu
Gula’alaa
San Cristóbal
Arosi
Fagani
Bauro
Kahua

## Comparación léxica
Los numerales en diferentes lenguas Malaíta-San Cristóbal:
| GLOSA | Malaíta  | Malaíta  | Malaíta   | Malaíta  | Malaíta  | San Cristóbal | San Cristóbal | San Cristóbal | San Cristóbal | PROTO- M-SC |
| GLOSA | Longgu   | Lau      | To'abaita | 'Are'are | Sa'a     | Arosi         | Bauro         | Kahua         | Owa           | PROTO- M-SC |
| ----- | -------- | -------- | --------- | -------- | -------- | ------------- | ------------- | ------------- | ------------- | ----------- |
| '1'   | eta      | ɛta      | ɛta       | eta      | eːtʌ     | tʌʔi          | ɛtɑ           | etaɡaⁱ        | tʌɡʌi         | *eta        |
| '2'   | ɾua      | ɾua      | ɾʊa       | ɾua      | ɾuːe     | ɾuʌ           | ɾuɑ           | eɾua          | ɾuʌ           | *rua        |
| '3'   | ɔlu      | ɔlu      | ʊlʊ       | oɾu      | oːlu     | oɾu           | oɾu           | eoɾu          | oɾu           | *olu        |
| '4'   | vai      | fai      | ɸaɪ       | hai      | hʌːi     | hʌi           | hɑi           | efeⁱ          | fʌi           | *pai        |
| '5'   | lima     | lima     | lɪma      | nima     | lime     | ɾimʌ          | ɾimɑ          | eɾima         | ɾimʌ          | *lima       |
| '6'   | ɔnɔ      | ɔnɔ      | ɔnɔ       | ono      | oːno     | ono           | ono           | eono          | ono           | *ono        |
| '7'   | viu      | fiu      | ɸɪʊ       | hiu      | hiu      | biu           | bɪu           | epeᵘ          | piu           | *piu        |
| '8'   | walu     | kʷalu    | k͡palʊ     | waɾu     | wʌlu     | wʌɾu          | wɑɾu          | ewaɾu         | wʌɾu          | *walu       |
| '9'   | siwa     | sikʷa    | sɪk͡pa     | siwa     | siwe     | siwʌ          | sɪwɑ          | esiwa         | siwʌ          | *siwa       |
| '10'  | taŋavulu | taŋafulu | taŋaɸʊlʊ  | tanahuɾu | tʌŋʌhulu | tʌŋʌhuɾu      | tɑŋɑhuɾu      | taŋafuɾu      | tʌŋʌfuɾu      | *taŋapulu   |